# Globocreagris
Globocreagris es un género de pseudoscorpiones de la familia Neobisiidae.  Se distribuye por el oeste de Estados Unidos.

## Especies
Según Pseudoscorpions of the World 1.2::
- Globocreagris nigrescens (Chamberlin, 1952)
- Globocreagris theveneti (Simon, 1878)

## Publicación original
- Ćurčić, 1984: A revision of some North American species of Microcreagris Balzan, 1892 (Arachnida: Pseudoscorpiones: Neobisiidae). Bulletin of the British Arachnological Society, vol6, n. 4, p.149-166.